# József Bencsics
József Bencsics (Szombathely, 6 agosto 1933 – Budapest, 13 luglio 1995) è stato un calciatore ungherese, di ruolo centrocampista.
Con la maglia della sua Nazionale ha preso parte ai Mondiali del 1958, mettendo a segno un gol.